# Claude Mydorge

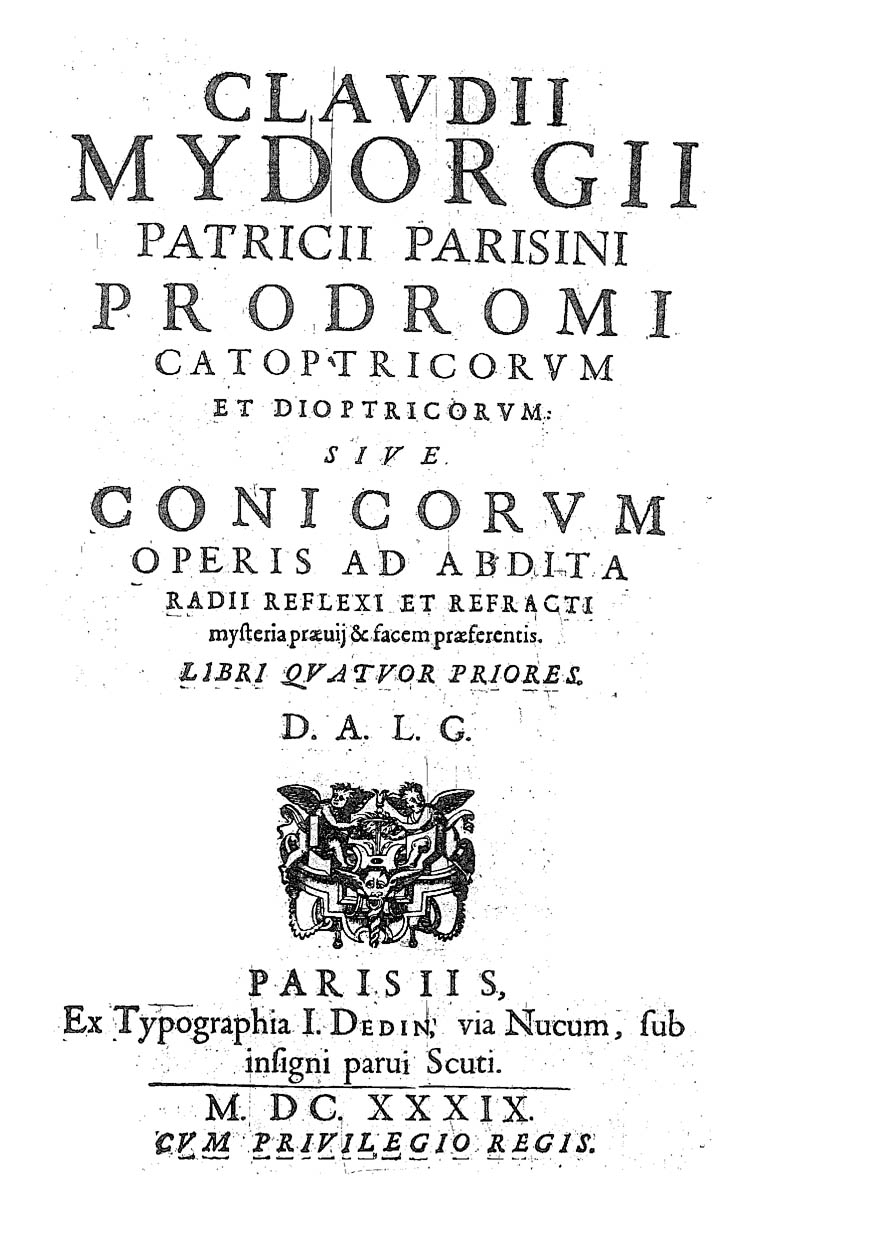
Prodromi catoptricorum et dioptricorum sive Conicorum operis ad abdita radii reflexi et refracti mysteria praevij et facem praeferentis, 1639

Claude Mydorge (* 1585 in Paris; † Juli 1647 ebenda) war ein französischer Mathematiker.
Mydorge stammte aus wohlhabender Familie und war ursprünglich Anwalt. Sein Vater Jean Mydorge war Anwalt am Parlament in Paris und Richter an der Großen Kammer (Grande Chambre). Mydorge war Schatzmeister der Generalité in Amiens, ein hoher Verwaltungsposten, der ihm aber Zeit für die Beschäftigung mit Mathematik ließ. Er gehörte zum Wissenschaftlerkreis um Marin Mersenne.
1613 heiratete er die Schwester des französischen Botschafters in Konstantinopel de la Haye.
1644 veröffentlichte er ein Buch über Kegelschnitte, von dem es auch eine Fortsetzung in Manuskriptform gab, die aber nie erschien. Er baute auf dem Werk von Apollonios von Perge auf, führte aber auch neue Konzepte ein wie die Deformation eines Kegelschnitts, zum Beispiel eines Kreises in eine Ellipse. 1630 veröffentlichte er ein Buch über Unterhaltungsmathematik (Récréations Mathématiques). Er hinterließ ein unveröffentlichtes Manuskript mit der Sammlung von über tausend geometrischen Problemen und ihren Lösungen.
Er befasste sich auch mit Optik und Astronomie. Er war ein Freund von Descartes, für den er optische Instrumente herstellte. Er bestimmte den Breitengrad von Paris mit hoher Genauigkeit und war Mitglied einer Kommission, die den Vorschlag der Längengradbestimmung aus Mondbeobachtungen von Jean-Baptiste Morin beurteilen sollte.

## Ausgaben
- Claude Mydorge: Usage de l'un et l'autre astrolabe particulier et universel. Jean Moreau, 1625 (französisch, beic.it).

- Claude Mydorge: Prodromi catoptricorum et dioptricorum sive Conicorum operis ad abdita radii reflexi et refracti mysteria praevij et facem praeferentis. Isaac Dedin, 1639 (Latein, beic.it).